# Cordia tortuensis
Cordia tortuensis är en strävbladig växtart som beskrevs av Ignatz Urban och Ekman. Cordia tortuensis ingår i släktet Cordia, och familjen strävbladiga växter. Inga underarter finns listade i Catalogue of Life.